# Walter Susskind
Jan Walter Susskind (Praga, 1 de maio de 1913 – Berkeley, 25 de março de 1980) foi um maestro checo.

## Biografia
Susskind nasceu em Praga, atual República Checa. Seu pai era um crítico musical vienense e sua mãe era uma professora de piano checa. Ele estudou sob os ensinamentos de Josef Suk no State Conservatorium, o genro de Antonin Dvorak. Ele também teve aulas de condução com George Szell.
Susskind deixou Praga em 13 de março de 1939, dois dias depois da invasão alemã. Com a ajuda de um jornalista britânico foi para o Reino Unido como refugiado. Lá ele formou o Trio Checo, onde tocava piano. Encorajado pelo embaixador checo em Londres, chamado Jan Masaryk, o Trio Checo obteve grandes realizações.
Em 1942 ele foi trabalhar como maestro na Companhia de Ópera Carl Rosa. Em 1944 ele fez suas primeiras gravações com Hammond, conduzindo árias de Liu, da ópera Turandot.
Depois da guerra, Susskind se naturalizou britânico. Seu primeiro trabalho como diretor musical ocorreu entre 1946 e 1952 na Orquestra Escocesa. De 1953 até 1955 foi o maestro da Orquestra Sinfônica de Melbourne (também conhecida como Orquestra Sinfônica Victorian). Também conduziu a Orquestra Sinfônica de Toronto de 1956 até 1965. De 1968 até 1975 conduziu a Orquestra Sinfônica Saint Louis.
Em 1972 ele abriu a temporada da Ópera da Cidade de Nova Iorque.
Susskind faleceu em Berkeley, Califórnia, aos 66 anos.

## Discografia (seleção)
As gravações incluem:
- Bartók – Castelo do Barba Azul, Op. 11, Sz.48 (Judith Hellwig; Endre Koréh; Ernö Lorsy); Nova Orquestra Sinfônica
- Bruch – Concerto para violino em sol menor, Op. 26 (Yehudi Menuhin, violino; Orquestra Filarmônica)
- Dvořák – Concerto para violoncelo em si menor, Op. 104 (Zara Nelsova, violoncelo; Orquestra Sinfônica de Saint Louis)
- Dvorak – Concerto para piano em sol menor, Op. 33 (Rudolf Firkušný, piano; Orquestra Sinfônica de Saint Louis)
- Dvorak – Concerto para violino em lá menor, Op. 53 (Ruggiero Ricci, violino; Orquestra Sinfônica de Saint Louis)
- Dvorak – Romance para Violino e Orquestra em Fá Menor, Op. 11 (Ruggiero Ricci, violino; Orquestra Sinfônica de Saint Louis)
- Dvorak – Mazurek para Violino e Orquestra em Mi menor, Op. 49 (Ruggiero Ricci, violino; Orquestra Sinfônica de Saint Louis)
- Dvorak – Silent Woods (Waldesruhe) para violoncelo e orquestra, Op. 68 (Zara Nelsova, violoncelo; Orquestra Sinfônica de Saint Louis)
- Dvorak – Rondô em Sol menor para Violoncelo e Orquestra, Op. 68 (Zara Nelsova, violoncelo; Orquestra Sinfônica de Saint Louis)
- Handel – Messias (Orquestra Filarmônica de Londres)
- Holst – The Planets (Orquestra Sinfônica de Saint Louis)
- Mozart – Motete " Exsultate, jubilate", K. 165 (Elisabeth Schwarzkopf, soprano; Orquestra Filarmônica)
- Mozart – Concerto para Piano nº 20, K. 466 (Artur Schnabel, piano; Orquestra Filarmônica)
- Mozart – Concerto para Piano n.º 24, K. 491 (Artur Schnabel; Orquestra Filarmónica)
- Mozart – Concerto para Piano No 24, K. 491 (Glenn Gould, piano; Orquestra Sinfônica CBC)
- Prokofiev – Chout Ballet Suite, Op. 21a (Orquestra Sinfônica de Londres)
- Rachmaninoff – Concerto para Piano nº 3 em Ré menor, Op. 30 (Leonard Pennario, piano; Orquestra Filarmônica)
- Sibelius – Concerto para violino em ré menor, Op. 47 (Ginette Neveu, violino; Orquestra Filarmônica)
- Smetana – Má vlast, Abertura e Danças de The Bartered Bride (Orquestra Sinfônica de Saint Louis)
- Richard Strauss – Também sprach Zaratustra (Orquestra Sinfônica de Saint Louis)